# Premi Joaquim Ruyra de narrativa juvenil

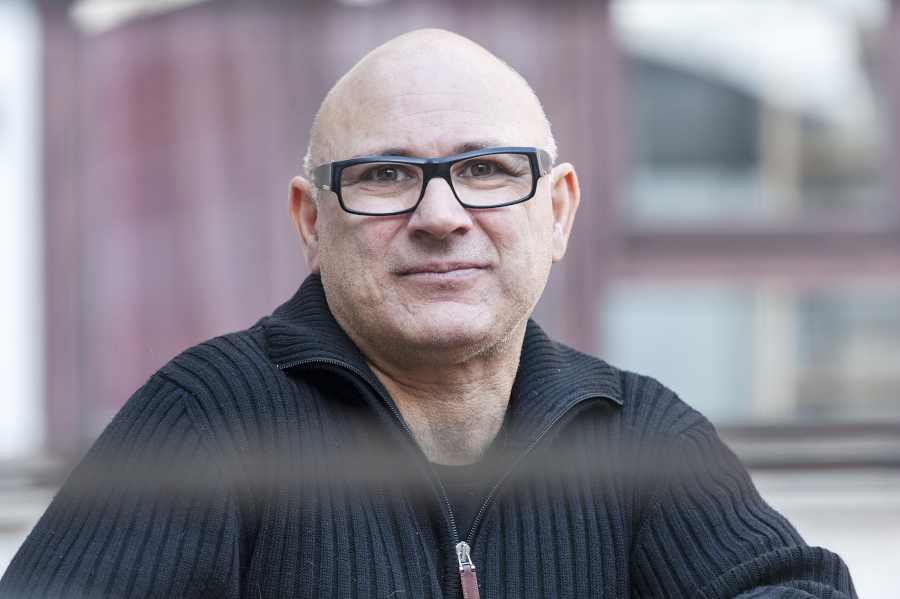
42è Joaquim Ruyra de narrativa juvenil, Santi Baró per L'Efecte Calders

El Premi Joaquim Ruyra de narrativa juvenil és un premi literari en llengua catalana convocat per l'Editorial La Galera i la Fundació Enciclopèdia Catalana.
Al premi hi poden optar les novel·les originals i inèdites, escrites en català, i destinades a lectors entre els 12 i els 16 anys. La seva entrega es produeix durant la Nit literària de Santa Llúcia organitzada per Òmnium Cultural durant el mes de desembre i té una dotació de 4.000 euros.

## Guanyadors
- 1963 - Josep Vallverdú, per L'abisme de Pyramos
- 1964 - Carles Macià, per Un paracaigudista sobre la Vall Ferrera
- 1965 - Desert
- 1966 - Robert Saladrigas, per Entre juliol i setembre
- 1967 - Emili Teixidor, per Les rates malaltes
- 1968 - No convocat
- 1969 - Desert
- 1970 - No convocat
- 1971 - No convocat
- 1972 - No convocat
- 1973 - No convocat
- 1974 - No convocat
- 1975 - No convocat
- 1976 - Pep Albanell, per El barcelonauta
- 1977 - Jaume Cabré, per Galceran, l'heroi de la guerra negra
- 1978 - Oriol Vergés, per El superfenomen
- 1979 - Desert
- 1980 - Vicenç Villatoro, per Papers robats que cremen
- 1981 - Joaquim Carbó, per La casa sobre el gel
- 1982 - Andreu Sotorra, per Ofici de conteste
- 1983 - Pere Morey, per Pedres que suren
- 1984 - Maria Barbal, per Pedra de tartera
- 1985 - Montserrat Canela, per Les flors salvatges
- 1986 - Miquel Obiols, per El tigre de Mary Plexiglàs
- 1987 - Josep Francesc Delgado, per Si puges al Sagarmantha
- 1988 - No convocat
- 1989 - Maite Carranza, per La nit dels arutams
- 1990 - No convocat
- 1991 - No convocat
- 1992 - No convocat
- 1993 - Maria Àngels Gardella, per El mar i el desig
- 1994 - Montserrat Galícia, per Somnies estimada?
- 1995 - Josep Lorman, per El galió de les illes Cíes
- 1996 - Jordi Sierra i Fabra, per Concert en sol major
- 1997 - Josep Lorman, per El malefici dels Da
- 1998 - Antoni García Llorca, per Espasa de constel·lació
- 1999 - Miquel Rayó, per Les muntanyes de foc
- 2000 - Joan Pons Pons, per Remant cap al sol[2]
- 2001 - Dolors García, per Sense cobertura
- 2002 - Carme J. Huertas, per L'Aristot
- 2003 - Àngel Burgas, per M.A.X.
- 2004 - Montserrat Galícia, per El darrer manuscrit
- 2005 - Lluís Hernàndez i Sonali, per Laura i els àngels
- 2006 - Desert
- 2007 - Maria Pilar Gil, per Créixer amb Poe
- 2008 - Jordi Ferrés, per El jardí promès
- 2009 - Gabriel Janer Manila, per He jugat amb els llops[3]
- 2010 - Salvador Macip i Sebastià Roig, per Ullals
- 2011 - Mercè Anguera, per La princesa invisible[4]
- 2012 - Maria Carme Roca, per Katalepsis[5]
- 2013 - Care Santos, per No em preguntis qui sóc[6]
- 2014 - Alejandro Palomas, per Un fill[7]
- 2015 - Santi Baró, per L'efecte Calders[8]
- 2016 - Joan Antoni Martín Piñol, per Sentinels
- 2017 - Ivan Ledesma, per Negorith
- 2018 - Maite Carranza, per L'alè del drac[9]
- 2019 - Toni Mata, per Nascuts per ser breus[10]
- 2020 - Rubén Montañá i Ros, per Les esferes del temps[11]
- 2021 - Desert[12]
- 2022 - Gerard Guix, per Un far a la fi del món[13]
- 2023 - Raquel Casas Agustí, per Ferida[14]
- 2024 - Mariona Bessa, per L’ascens dels rebels[15]